# تامی کونو
تامی کونو (انگلیسی: Tommy Kono; ۲۷ ژوئن ۱۹۳۰ – ۲۴ آوریل ۲۰۱۶) وزنه‌بردار اهل ایالات متحده آمریکا بود.
وی در مسابقات کشوری و بین‌المللی در مجموع برندهٔ ۱۱ مدال طلا، ۲ مدال نقره، ۱ مدال برنز شده است.